# Joseph Godber
Joseph Bradshaw Godber (ur. 17 marca 1914, zm. 25 sierpnia 1980) – brytyjski polityk, członek Partii Konserwatywnej, minister w rządach Aleca Douglasa-Home’a i Edwarda Heatha.

## Życiorys
Wykształcenie odebrał w Bedford School. Był przewodniczącym regionalnej sekcji ds. szklarni Narodowego Związków Farmerów. Był członkiem Tomato and Cucumbert Marketing Board. Zasiadał w radzie hrabstwa Bedfordshire. W 1951 r. został wybrany do Izby Gmin jako reprezentant okręgu Grantham.
W 1957 r. został parlamentarnym sekretarzem w ministerstwie rolnictwa, rybołówstwa i żywności. W latach 1960–1961 był podsekretarzem stanu w ministerstwie spraw zagranicznych. W 1961 r. objął stanowisko ministra stanu w tymże resorcie. W 1963 r. został ministrem wojny. W latach 1963–1964 był ministrem pracy. W latach 1970–1972 był ponownie ministrem stanu w Foreign Office. W 1972 r. został członkiem gabinetu jako minister rolnictwa, rybołówstwa i żywności, i pozostał na tym stanowisko do wyborczej porażki Partii Konserwatywnej w 1974 roku.
Od 1963 r. był członkiem Tajnej Rady. W 1979 r. otrzymał dożywotni tytuł parowski barona Godber of Willington i zasiadł w Izbie Lordów. Zmarł rok później.